# قاعدة الأميرة إليزابيث في القارة القطبية الجنوبية
القاعدة الأنتركتيكية الأميرة إليزابيث هي قاعدة علمية جديدة بلجيكية في أنتاركتيكا ، تم إنشاؤها مع السنة القطبية العالمية 2007 /2008 ، وقد استبدلت في مكان قاعدة الملك بودوان .
سيتم الوضع النهائي للقاعدة في 15 فبراير 2009 .

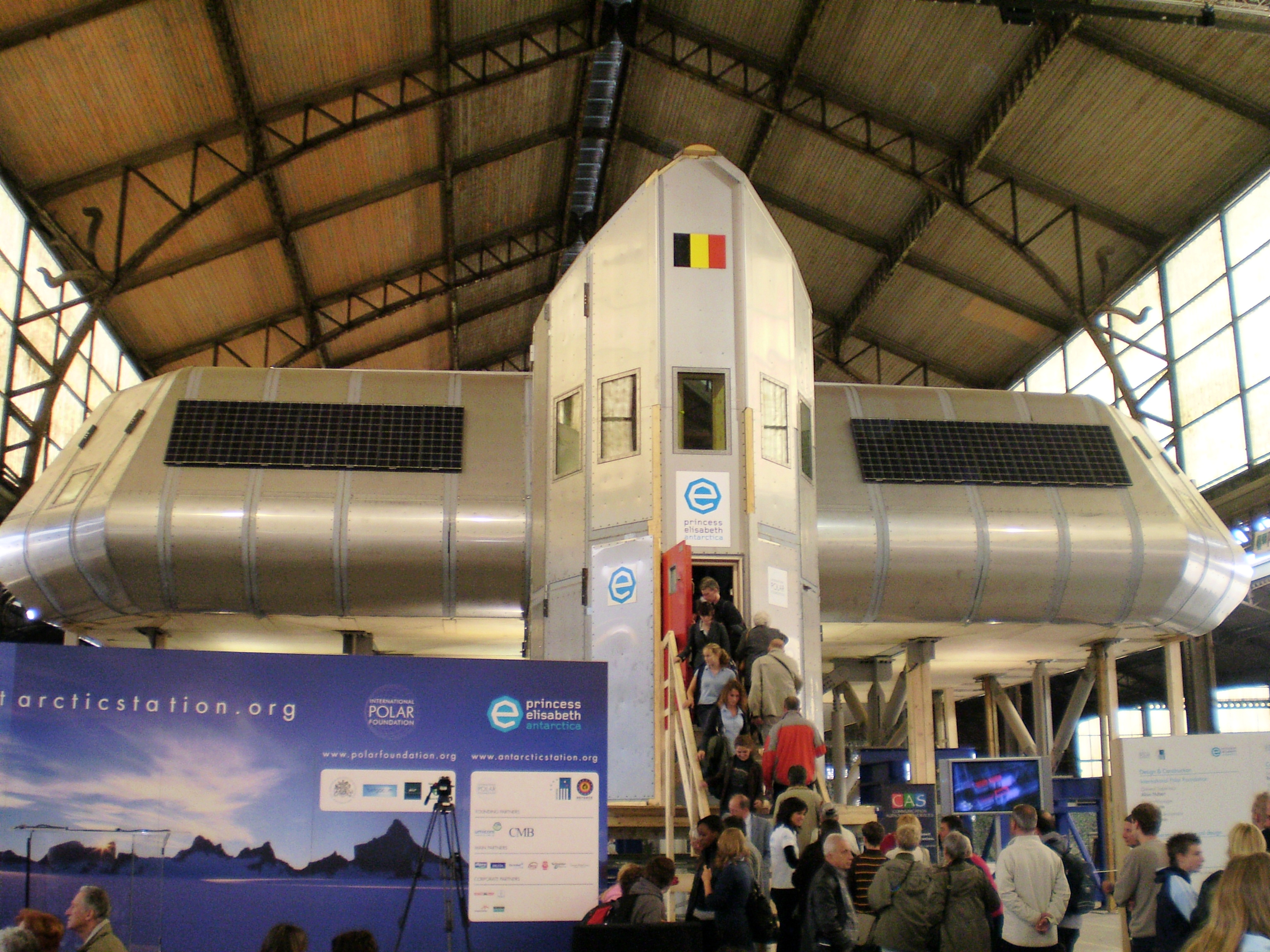
تعليق